# Fortalezas dacias de los montes de Orastia
Construidas en el estilo del muro dacio, las seis fortalezas dacias de los Montes de Orastia, en Rumania, fueron levantadas en los siglos I a. C. y I d. C. como protección contra la conquista romana.
Sus extensos y bien conservados restos presentan el reflejo de una vigorosa e innovadora civilización de la Edad del Hierro. En la actualidad, los cazadores de tesoros rebuscan en esta zona, debido a la falta de legislación rumana en este tema.
Las seis fortalezas - Sarmizegetusa, Costești-Cetățuie,  Costești-Blidaru, Piatra Roşie, Bănița y Căpâlna - que formaban el sistema defensivo de Decébalo, fueron declaradas por la Unesco Patrimonio de la Humanidad en 1999.